# اوین فون ویلیامز
اوین فون ویلیامز (انگلیسی: Owain Fôn Williams؛ زادهٔ ۱۷ مارس ۱۹۸۷) یک بازیکن فوتبال اهل ولز است.
از باشگاه‌هایی که در آن بازی کرده‌است می‌توان به باشگاه فوتبال کرو آلکساندرا، باشگاه فوتبال بری، باشگاه فوتبال استوک‌پورت کانتی، باشگاه فوتبال ترانمره راورز، باشگاه فوتبال روچدیل اشاره کرد. وی در تیم ملی فوتبال ولز سابقه بازی دارد.